# Języki zachodnio-północnogermańskie
Języki zachodnio-północnogermańskie (zachodnioskandynawskie) – zespół językowy w obrębie podgrupy północnogermańskiej języków germańskich.

## Klasyfikacja wewnętrzna

### Klasyfikacja Merritta Ruhlena
Języki germańskie
- Języki północnogermańskie
  - Język runiczny†
  - Języki wschodnio-północnogermańskie
  - Języki zachodnio-północnogermańskie
    - Język norweski
    - Język islandzki
    - Język farerski

### Klasyfikacja Ethnologue
Języki germańskie
- Języki północnogermańskie
  - Języki wschodnioskandynawskie
  - Języki zachodnioskandynawskie
    - Język farerski
    - Język islandzki